# Страуд (район)
Страуд (англ. Stroud) — неметрополитенский район (англ. non-metropolitan district) в графстве Глостершир (Англия). Административный центр — город Страуд.

## География
Район расположен в центральной части графства Глостершир вдоль левого берега реки Северн.

## История
Район был образован 1 апреля 1974 года в результате объединения городских районов (англ. Urban district) Нейлсворт, Страуд, сельских районов (англ. Rural District) Дурсли, Страуд и частей сельских районов Глостер, Содбери и Торнбери.

## Состав
В состав района входят 6 городов:
- Беркли
- Дурсли[англ.]
- Нейлсворт[англ.]
- Стонхаус[англ.]
- Страуд
- Уоттон-андер-Эдж[англ.]

и 46 общин (англ. civil parish).